# Oktober 2006
| Oktober 2006 |
| Månader under 2006: Januari · Februari · Mars · April · Maj · Juni · Juli · Augusti · September · Oktober · November · December ← December 2005 · Januari 2007 → |

- Per Westerberg (m) väljs till talman i Sveriges riksdag. (2 oktober)

- Nobelpristagare tillkännages: Andrew Fire, Craig Mello (medicin); George F. Smoot och John C. Mather (fysik); Roger D. Kornberg (kemi); Orhan Pamuk (litteratur); Muhammad Yunus och Grameen Bank (fred). Det tillkännages också att Sveriges Riksbanks pris i ekonomisk vetenskap till Alfred Nobels minne tillfaller Edmund S. Phelps. (2 oktober–13 oktober)

- Fredrik Reinfeldt (m) väljs till Sveriges statsminister (5 oktober) och presenterar sin regering. (6 oktober)

- Kristina Lugn och Jesper Svenbro väljs in i Svenska Akademien. (6 oktober)

- Den ryska, Kremlkritiska journalisten Anna Politkovskaja hittas mördad i hissen till sin bostad. (7 oktober)

- Nordkorea påstår sig har genomfört sitt första kärnvapenprov. (9 oktober)

- Atlantic Airways Flight 670 havererar vid landning utanför Bergen i Norge. (10 oktober)

- Ban Ki-Moon godkänns av FN:s generalförsamling som ny generalsekreterare för FN. (13 oktober)

- Cecilia Stegö Chilò och Maria Borelius avgår som kulturminister respektive handelsminister i Sverige. (14-16 oktober)

- De israeliska myndigheterna beslutar att fortsätta rättsprocessen mot Israels president Moshe Katsav gällande bland annat sexuella trakasserier, med rättegång som sannolik följd. (15 oktober)

- Ett grundämne med atomnummer 118, temporärt kallat ununoktium, skapas i Dubna, Ryssland. (16 oktober)

- Sveriges finansminister Anders Borg presenterar budgetpropositionen. (16 oktober)

- Lena Adelsohn Liljeroth utses till ny kulturminister och Sten Tolgfors till ny handelsminister i Sverige. (24 oktober)

- Löfbergs Lila Arena i Karlstad utsätts för ett bombhot under pågående Elitseriematch och 8 250 personer måste utrymmas. (28 oktober)

- En flygolycka inträffar i Nigeria. (29 oktober)

- I den avgörande omgången av presidentvalet i Brasilien besegrar Luiz Inácio Lula da Silva utmanaren Geraldo Alckmin. (29 oktober)

- Det första demokratiska presidentvalet i Kongo-Kinshasa hålls mellan Joseph Kabila och Jean-Pierre Bemba. Valet övervakas av FN, där svensk trupp ingår. (29 oktober)

- Georgi Părvanov blir förste presidenten i Bulgarien att i demokratiska val bli omvald för ytterligare en mandatperiod. (29 oktober)

- Den isländske veteranpolitikern Halldór Ásgrímsson väljs till ny generalsekreterare för Nordiska ministerrådet. (31 oktober)

- Pieter Willem Botha, Sydafrikas premiärminister och president under många av apartheidtidens år, avlider.[1] (31 oktober)

### Fotnoter
1. ↑  ”Sydafrikas förre president död”. Dagens nyheter. 31 oktober 2006. http://www.dn.se/nyheter/varlden/sydafrikas-forre-president-dod/. Läst 11 september 2016.